# Paulinchen (Verein)
Paulinchen – Initiative für brandverletzte Kinder e. V. berät und begleitet Familien mit brandverletzten Kindern und Jugendlichen in jeder Phase nach dem Unfall. Ziel ist es, für jedes brandverletzte Kind individuell die bestmögliche Versorgung zu erreichen und präventiv auf Unfallursachen hinzuweisen. Der gemeinnützige Verein wurde 1993 von Adelheid Gottwald und Gabriela Scheler gegründet und arbeitet bundesweit. Der Name des Vereins geht zurück auf die Struwwelpeter-Figur Pauline. Der bundesweit tätige Verein hat etwa 1500 Mitglieder.

## Tätigkeit
Jedes Jahr werden mehr als 30.000 Kinder und Jugendliche in Deutschland wegen Verbrennungen und Verbrühungen ärztlich behandelt. Knapp 7.500 davon sind so schwer verletzt, dass sie im Krankenhaus behandelt werden müssen. Paulinchen e.V. ist eine bundesweite Anlaufstelle für Familien mit brandverletzten Kindern in jeder Phase nach dem Unfall.
Zudem macht Paulinchen e.V. mit Präventionskampagnen auf Unfallursachen aufmerksam, um Kinder vor Verbrennungen und Verbrühungen zu schützen. Die meisten Unfälle passieren im häuslichen Umfeld. Kinder im Alter von 0–5 Jahren gehören zur Hochrisikogruppe. Die Verbrühung durch heiße Flüssigkeit zählt dabei zur häufigsten Unfallursache.

## Auszeichnungen
- Der Paulinchen e. V. wurde für besondere Verdienste am 19. Januar 2020 mit der Bürgermedaille der Stadt Norderstedt ausgezeichnet.
- Am 4. Dezember 2017 zum „Tag des Ehrenamtes“ wurde Adelheid Gottwald von Bundespräsident Frank-Walter Steinmeier mit dem Verdienstkreuz 1. Klasse in Berlin ausgezeichnet.
- Beim Tag der Deutschen Einheit in Kiel verliehen die vier Bürgermeister der Zipfelgemeinden Selfkant, List, Güstrow und Obersdorf den Zipfelpreis 2019 an Paulinchen.
- Im Jahr 2013 wurde die Paulinchen-Broschüre „Alex - Dein Ratgeber“ mit dem Preis „Graphic Fine Arts“ in Bronze vom Deutschen Designer Club und mit dem „Red Dot Communication Design Award“ prämiert.[5][6]
- Beim Innovationswettbewerb „365 Orte im Land der Ideen“ wurde 2011 der vom Verein initiierte „Tag des brandverletzten Kindes“ (jährlich am 7. Dezember) ausgezeichnet.[7]
- Die stellvertretende Vorsitzende, Anneliese Stapelfeldt, wurde 2011 mit dem Verdienstorden der Bundesrepublik Deutschland ausgezeichnet.[3]
- Im Jahr 2009 erhielt die Vereinsvorsitzende Gottwald das Bundesverdienstkreuz am Bande.[2]

## Partnerorganisationen
- Berufsverband der Kinder- und Jugendärzte
- Bundesarbeitsgemeinschaft Mehr Sicherheit für Kinder
- Bundeszentrale für gesundheitliche Aufklärung
- Vereinigung zur Förderung des Deutschen Brandschutzes
- Deutsche Kinderhilfe
- Deutsche Gesellschaft für Verbrennungsmedizin